# Pi Arae
Désignations
Pi Arae ou  π Arae est une étoile de la constellation de l'Autel. Elle est faiblement visible à l'œil nu avec une magnitude apparente de +5,25. Basé sur un décalage annuel de la parallaxe de 24,38 mas vu de la Terre, elle se situe à environ ∼ 134 a.l. (∼ 41,1 pc) du Soleil. Elle se rapproche du Système solaire avec une vitesse radiale de −2 km/s.

## Caractéristiques
Le type spectral de Pi Arae est A5 IV-V, indiquant que son spectre présente des caractéristiques hybrides d'une étoile sur la séquence principale et d'une sous-géante plus évoluée. Elle est âgée d'environ 319 millions d'années et tourne avec une vitesse de rotation projetée de 54,1 km/s. Elle a 1,73 M☉ et 1,90 R☉. Elle rayonne avec 13,3 L☉ depuis sa photosphère à une température effective d'environ 8 215 K.
Elle présente une émission excessive de rayonnement infrarouge, qui peut s'expliquer par des poussières circumstellaires. L'émission thermique correspond à un modèle à deux composants, composé d'un disque interne de poussière de silicate cristallin chaud et d'un disque externe plus froid de glace sale. Le disque interne a une température de 173 K et orbite à environ 9,1 UA de l'étoile hôte. Le disque externe a une température 77 K et orbite à une distance d'environ 117,3 UA. La petite taille de certains grains de poussière indique que le disque interne pourrait s'être formé relativement récemment à la suite de collisions entre planétésimaux en orbite.
À 55 minutes d'arc au sud-est de l'étoile se situe l'amas globulaire NGC 6397.